# Instynkt (album)
Instynkt – trzecia solowa płyta Małgorzaty Ostrowskiej –  podwójny album, na który składa się m.in. 16 znanych przebojów nagranych w nowych aranżacjach. 

## Lista utworów
CD1
1. "Śmierć dyskotece!" – 3:49
2. "Mam dość" – 3:59
3. "Adriatyk, ocean gorący" – 5:37
4. "Przeżyj to sam" – 6:16
5. "Znowu radio" – 3:58
6. "Gołębi puch" – 4:53
7. "Mister of America" – 5:09
8. "Taniec pingwina na szkle" – 4:44
9. "Jej głos po tamtej stronie" – 4:09
10. "Szklana pogoda" – 3:27

CD2
1. "Słońce które znasz" – 4:16
2. "Nie chcę nie umiem"" – 3:17
3. "W bramie" – 3:29
4. "Stan gotowości" – 4:31
5. "Ckliwy melodramat" – 3:47
6. "Odejść bez pożegnań" – 3:49
7. "Droga pani z TV" – 4:07
8. "Smak popiołu" – 5:00
9. "Welcome home, Bóg w dom" – 3:35

## Listy przebojów
| 2001 | Nie chcę nie umiem     | - |
| 2001 | Śmierć dyskotece!      | 6 |
| 2002 | Słońce które znasz     | - |
| 2002 | Adriatyk, ocean gorący | - |

## Teledyski
- "Nie chcę nie umiem" – 2001
- "Śmierć dyskotece!" – 2001
- "Słońce które znasz" – 2002
- "Adriatyk, ocean gorący" – 2002

## Twórcy
- Małgorzata Ostrowska – wokal
- Wojciech Garwoliński – gitara
- Bartek Melosik – instrumenty klawiszowe
- Bolesław Pietraszkiewicz – gitara akustyczna / gitara / instrumenty klawiszowe / loopy
- Grzegorz Siek – perkusja / loopy
- Leszek Ziółko – gitara basowa
- Piotr Gulczyński – wokal (1-1)
- Marek Piekarczyk – wokal (1-4)
- Maciej Sobczak – gitara akustyczna (1-3)